# Thomas Magauer
Thomas Magauer (* 1983 in Linz) ist ein österreichischer Chemiker.
Magauer studierte ab 2002 Chemie an der Universität Wien. Für seine Doktorarbeit forschte er ab 2007 unter Johann Mulzer an der Synthese von Naturstoffen. 2009 wechselte er als Stipendiat zu Andrew G. Myers an die Harvard University. Ab 2012 leitete er unabhängige Forschungen an der Ludwig-Maximilians-Universität München. 2017 erhielt er die Goering Gastprofessur an der University of Wisconsin-Madison und wurde im selben Jahr als Professor für Synthese und Synthetische Methoden an die Universität Innsbruck berufen, wo er das Institut für Organische Chemie leitet. Seine Forschung wird durch Industriekooperationen, den österreichischen Wissenschaftsfonds und den Europäischen Forschungsrat unterstützt. Seine Arbeit zur Chemie der Isoindol-Naturstoffe wird in der Fachwelt häufig referenziert. Die Literatur- und Zitationsdatenbank Scopus führt ihn als Autor beziehungsweise Mitautor von 62 Fachpublikationen und schreibt ihm einen h-Index von 22 zu (Stand: 2024).